# Hrčeľ
Hrčeľ és un poble i municipi d'Eslovàquia. Es troba a la regió de Košice, a l'est del país.

## Història
La primera referència escrita de la vila data del 1332.

## Demografia
| Godina             | 1994 | 2004   | 2014    | 2024    |
| ------------------ | ---- | ------ | ------- | ------- |
| Nombre de persones | 777  | 798    | 999     | 1162    |
| Diferència         |      | +2,70% | +25,18% | +16,31% |

| Godina             | 2023 | 2024   |
| ------------------ | ---- | ------ |
| Nombre de persones | 1141 | 1162   |
| Diferència         |      | +1,84% |